# La strategia di Bosch
La strategia di Bosch (The burning room) è un romanzo dello scrittore statunitense Michael Connelly, edito nel 2014, pubblicato in Italia nel 2016.
È il diciassettesimo romanzo con protagonista il detective Harry Bosch.
Il libro è stato tradotto in russo, ceco, finlandese, svedese, italiano e altre lingue.

## Trama
Nella sezione Crimini Irrisolti di Los Angeles, Bosch sta indagando insieme alla giovanissima partner Lucia Soto sul ferimento di un suonatore mariachi avvenuto 10 anni prima.
Ora che la vittima è morta è stato possibile recuperare il proiettile rimasto per anni incastrato nella spina dorsale e quindi riaprire il caso avendo inoltre a disposizione più sofisticate tecniche di indagine.
La vicenda iniziale apparirà ben presto collegata ad un tragico incendio, ancor più lontano nel tempo, dove molti bambini avevano perso la vita.

## Edizioni
- Michael Connelly, La strategia di Bosch, 1ª ed., Piemme, Piemme, 2016,  pp. 372, ISBN 9788856653816.